# Victim of the New Disease
Victim of the New Disease è il nono album in studio del gruppo heavy metal statunitense All That Remains, pubblicato nel 2018. 

## Tracce
1. Fuck Love – 2:58
2. Everything's Wrong – 4:10
3. Blood I Spill – 3:39
4. Wasteland – 4:50
5. Alone in the Darkness – 3:29
6. Misery in Me – 4:10
7. Broken – 3:22
8. Just Tell Me Something (feat. Danny Worsnop) – 4:55
9. I Meant What I Said – 4:31
10. Victim of the New Disease – 2:58

## Formazione
- Philip Labonte – voce
- Oli Herbert – chitarra
- Mike Martin – chitarra
- Aaron Patrick – basso, cori
- Jason Costa – batteria